# Евангелиарий
Евангелиа́рий (евангелиста́рий; лат. Evangeliarium) — одна из литургических книг латинского обряда, употребляемая в богослужении Римско-католической церкви.
Евангелиарий содержит отдельные фрагменты текстов (перикопы) Евангелия и представляет собой разновидность или составную часть лекционария, богослужебного сборника фрагментов текстов Священного Писания, расположенных согласно порядку церковного года и применяемого во время мессы для библейских чтений Литургии Слова. В практике южнославянских и восточнославянских изводов византийского обряда аналогом евангелиария является апракос.

## История
С раннехристианских времён чтение Библии было обязательным моментом литургического действа, на каждом богослужении читались библейские, в первую очередь новозаветные тексты. Последовательность таких чтений в ранние времена соответствовала структуре самих текстов, они считывались от начала до конца (лат. lectio continua). Таким образом, ранние христиане следовали синагогальной практике, согласно которой чтение каждого нового отрывка из Закона начиналось там, где закончил предыдущий участник богослужебных собраний. Не в последнюю очередь система последовательного чтения Библии объяснялась записью священных текстов на папирусных и пергаментных свитках, в связи с чем поиск конкретного фрагмента был весьма затруднён.
По мере всё большей распространённости кодексов, где поиск отдельных фрагментов был несравненно удобнее, практика непрерывного чтения постепенно заменялась принципом чтения в праздник фрагмента Евангелия, описывающего событие праздника. Поначалу это распространялось только на главные праздники литургического года, но с IV века эта практика постепенно стала распространяться на все праздники и привела к полной замене последовательного чтения Евангелия системой фиксированных чтений на каждый день. Тем не менее, евангельские тексты в богослужебных кодексах писались непрерывно, для поиска нужного фрагмента (перикопы) пользовались маргиналиями, пометками на полях в виде особых знаков.
Ранее всего данная система появилась в ближневосточных церквях, особенно Иерусалимской, позже — на Западе, где древнейший известный пример выбора евангельских отрывков, соответствующих празднику, относится к Галлии V века. Постепенно устанавливался канон чтений и чёткое сочетание отрывков с событиями или таинствами, к которым привязывалось богослужение, и их место в литургическом годе. В VIII—IX веках широкое распространение получили капитулярии (лат. capitulare lectionum), списки евангельских чтений на каждый день. Такой список, как правило, помещался в начале или конце кодекса, содержащего полный текст всех четырёх Евангелий.
Только в XII веке появляется собственно евангелиарий, являющийся строго литургической книгой, и где перикопы полностью независимы от повествовательной хронологии Евангелия и привязаны к событиям литургического года.
Ближе к концу Средневековья евангелиарии вышли из употребления по причине развития другой богослужебной литературы, объединившей в себе различные типы текстов: миссалы на Западе и разнообразные служебники и типиконы на Востоке. В ходе литургической реформы в Католической церкви середины XX века отдельный сборник библейских литургических чтений был возрождён и стал именоваться лекционарием (евангелиарий стал его составной частью).
Для новозаветной текстологии евангелиарии имели небольшое значение, поскольку ко временам, когда различные отрывки Евангелия начали собираться в виде богослужебных книг, уже существовали различные семьи новозаветных текстов. Евангелиарии конкретной поместной церкви просто воспроизводили тот перевод Евангелия, который уже был принят в этой церкви.

## Иллюстрации
Принципы украшения сборников евангельских тестов не отличались от таковых для религиозных рукописей другого назначения. На Западе значительного уровня достигло искусство иллюстрации в евангелистариях оттоновского периода, среди которых Кодекс Эгберта (Трир , Staatsbibl., Ms. 24), Книга перикоп Генриха II (Мюнхен, Bayer. Staatsbibl., Clm 4452), хотя известны многие украшенные евангелистарии другого времени, как, например, каролингский евангелистарий Годескалька (Париж , BN Ms. nouv. acq. lat. 1203). От Византии также сохранилось значительное количество иллюстрированных манускриптов евангелистариев. Особенно выросло их количество со второй половины XI — первой половины XII веков. Среди них можно отметить лекционарий из афонского монастыря Дионисиата (Dionys. gr. 587), лекционарий 120 (Vat. gr. 1156), евангелистарий из Исторического музея в Москве (РНБ греч. 519). Одновременно иллюстративные традиции византийских евангелистариев повлияли на росписи в религиозной архитектуре, где при выборе тем для отделки использовалась иконография, которая отвечала иллюстрациям к евангельскому тексту в день, связанный с тем, в честь чего освящался храм или его придел.

## Современное использование
В современной практике Католической церкви евангелиарий используется для третьего (евангельского) чтения Литургии Слова. Евангельское чтение — главное среди библейских, поэтому оно сопровождается благоговейным отношением, во время евангельского чтения верующие стоят. Вынос евангелиария также торжественен — он выносится на амвон в сопровождении свечей, перед чтением часто совершается каждение, читает Евангелие священник или диакон, обязательно целование евангелиария после чтения. Евангелиарий используется также во время процессий и в ходе богослужения таинства священства. В случае отсутствия евангелиария евангельское чтение этого дня читается из лекционария или Библии, при этом описанные выше знаки почитания остаются в силе